# Gabriel Taraburelli
Gabriel Alberto Taraburelli (San Justo, 21 de abril de 1981) es un deportista argentino que compitió en taekwondo. Ganó una medalla de bronce en el Campeonato Panamericano de Taekwondo de 2002 en la categoría de –58 kg.

## Palmarés internacional
| Campeonato Panamericano | Campeonato Panamericano | Campeonato Panamericano | Campeonato Panamericano |
| Año                     | Lugar                   | Medalla                 | Categoría               |
| ----------------------- | ----------------------- | ----------------------- | ----------------------- |
| 2002                    | Quito (Ecuador)         | Medalla de bronce       | –58 kg                  |